# روز کازرون

روز ملی کازرون مصادف با ۴ دی‌ماه، سالروز شکست نیروهای انگلیسی از ناصر دیوان کازرونی، کلانتر وقت کازرون و همرزمانش در جریان جنگ جهانی اول و اشغال جنوب ایران توسط متفقین می‌باشد که منجر به فروپاشی مقر پلیس جنوب در شهر کازرون و تسخیر منطقه کتل پیرزن به دست کازرونی‌ها شد.
همچنین در ۴ دی‌ماه ۱۳۶۵ عملیات کربلای ۴ در خلال جنگ ایران و عراق به وقوع پیوست که موجب شهادت ۸۵ رزمنده کازرونی در این عملیات شد.
تطابق زمانی این دو اتفاق مهم در تاریخ کازرون موجب شد تا ۴ دی‌ماه به عنوان روز کازرون و آغاز دهه کازرون انتخاب شود.

## مراسمات
هر ساله در روز کازرون برنامه‌های متنوعی در این شهر برگزار می‌شود که مهم‌ترین آن‌ها، برگزاری مراسم مردمی بزرگداشت ناصر دیوان کازرونی و سایر مبارزین کازرونی در جنگ جهانی اول و همچنین شهدای کازرونی عملیات کربلای ۴ در محل مقبره ناصر دیوان کازرونی است.
از چهره‌های سرشناسی که تاکنون در مراسم بزرگداشت روز کازرون حضور داشته‌اند می‌توان به محمود پاک‌نیت، بازیگر کازرونی سینما و تلویزیون اشاره کرد. او طی سخنانی در این مراسم گفت: من به کازرونی بودن خودم افتخار می‌کنم. این دیار زادگاه چهره‌های تأثیرگذار بسیاری در عرصه‌های گوناگون و در طول تاریخ بوده‌است که برگزاری چنین مناسبت‌هایی در شناساندن و حفظ جایگاه کازرون به مردم دیگر نقاط بسیار تأثیرگذار است.
در روز ۴ دی‌ماه ۱۴۰۲ مهندس رضا نوذری، شهردار کازرون در مراسم بزرگداشت روز کازرون از آغاز عملیات احداث خانه فرهنگ ناصر دیوان کازرونی و همچنین گسترش پارک ناصر دیوان کازرونی خبر داد.